# Université de Salford
L'université de Salford est une université publique anglaise située à Salford près de Manchester. Elle a été créée en 1967

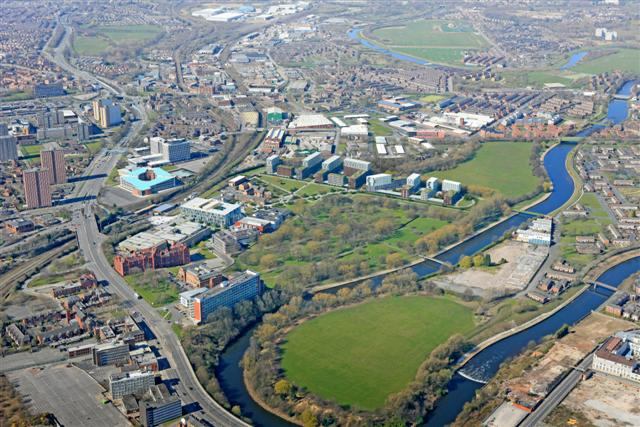
Université de Salford, 2011

## Composantes
L'université est composée de quatre facultés :
- Faculté des arts, média, et sciences sociales
- Faculté de commerce, droit, et aménagement
- Faculté de la santé et d'action sociale
- Faculté de science, ingénierie et environnement

## Anciens étudiants
- Heather Williams, physicienne